# Света Троица (Асеново)
Вижте пояснителната страница за други значения на Света Троица.
„Света Троица“ е християнска църква в Асеново, Северна България, част от Никополската епархия на Римокатолическата църква. Църквата е енорийски храм.

## История на енорията
След разгрома на Чипровското въстание през 1688 г. оцелелите жители на Чипровските католически села се изселват на север и запад извън пределите на българските земи. През 1741 г. малка част от тях достигат до Банат и се заселват във Винга. За разлика от другите бежанци, които постепенно са асимилирани от местните етническа среда, заселниците във Винга запазват българската си идентичност.
Законът за населяване ненаселените земи в България е приет през май 1880 г. и допълнен през декември 1891 г. им дава възможност да се завърнат в родината си. През 1889 г. част от жителите на Винга се връщат в България и след два неуспешни опита на разни места през 1892 г. полагат основите на село Асеново. Първоначално в селото се заселват 204 католически семейства. Още с преселването селото се характеризира с домове с вътрешна уредба по европейски тип – легла, маси и столови.
През 1894 г. е назначен първият енорийски свещеник в Асеново, това е белгиецът отец Павел Корселис.
През 1928 г. селото има 240 семейства с приблизително 1300 души.
През 1952 г. асеновският свещеник Йероним Луков Серафимов, родом от с. Ореш, е осъден на 12 г. затвор в един от серията процеси срещу католическото духовенство. Замества го отец Исидор Антонов Делин, преселил се с винганския си род в Асеново, и служи в селото до края на живота си през 1955 г.
В края на 1970-те за енорийски свещеник на енорията е назначен отец Недялко Романов. Той служи в енорията повече от 20 години.

## Енористи
- отец Павел Корселис (1894-)
- отец Йероним Серафимов
- отец Исидор Делин (-1955)
- отец Недялко Романов

## История на храма
След основаване на селото, Светата литургия е служена в частен дом или в църквата на най-близкото католическо-павликянско село Трънчовица. След това е построен малък параклис. Отец Павел Корселис, белгиец по произход, започва да събира средства за построяване на църква. През 1907 г. е положен основният камък на нова черква, която е завършена през 1909 г. с помощта на епископския наместник Яко Роасан. Сградата е висока 12 м., дълга 25 м и широка 9 м. В нея има два олтара. Основният е изработен от художника-скулптор Фердинанд Стуфлесер. Другият е изработен от отец Теофил Вербеко, пасионист, белгиец.
Изографисването на новата черква е направено през 1924 г. от художника Йосиф Киш
Храмов празник – 50 ден след Великден.